# Fónissa Potamós
Fónissa Potamós är ett vattendrag i Grekland.   Det ligger i prefekturen Nomós Korinthías och regionen Peloponnesos, i den centrala delen av landet, 100 km väster om huvudstaden Aten.